# Пенология
Пенологията (от гръцки: ποινή, чрез лат.: poena — „наказание“) е дял от криминологията, изучаващ ефективността на наказанията и в частност въздействието им върху лицата, които са преминали през пенитенциарни заведения. Въз основа на анализи и други данни тя разработва методи и средства за повишаване на тази ефективност.
Оксфордския речник на английския език определя пенологията като „наука за наказването на престъплението и управлението на затворите“.
Пенологията е ангажирана с ефективността на тези социални процеси, създадени и приети за превенция на престъпленията, чрез репресията или забраната върху престъпните намерения под страх от наказание. От там пенологията се занимава с третирането на затворниците и последващата реабилитация на осъдените престъпници. Това обхваща и аспекти на пробацията (реабилитация на нарушителите не в затвор, а в общността), както и изучаване на сигурността на задържането и преквалификацията на нарушителите в институции.